# Nguyễn Thị Tuyết Thanh
Nguyễn Thị Tuyết Thanh (sinh năm 1978) là đại biểu Quốc hội Việt Nam khóa 13, thuộc đoàn đại biểu Quảng Nam.